# Primula wollastonii
Primula wollastonii är en viveväxtart som beskrevs av Isaac Bayley Balfour. Primula wollastonii ingår i släktet vivor, och familjen viveväxter. Inga underarter finns listade i Catalogue of Life.